# Beechcraft MQM-107 Streaker
El MQM-107 Streaker es un remolcador no tripulado de blancos aéreos, propulsado por turborreactor y reutilizable, construido por Beechcraft, usado por el Ejército y la Fuerza Aérea de los Estados Unidos para pruebas y entrenamiento. El Ejército lo usa para probar varios sistemas de misiles superficie-aire, como el FIM-92 Stinger y el MIM-104 Patriot. La USAF los usa en enfrentamientos de práctica para sus misiles aire-aire, como el AIM-9 Sidewinder y el AIM-120 AMRAAM.

## Diseño y desarrollo
El MQM-107 fue desarrollado originalmente por Beechcraft Aircraft para cubrir el requerimiento Blanco de Entrenamiento de Velocidad Variable (VSTT) de 1972, del Mando de Aviación y Misiles del Ejército de los Estados Unidos. Fue anunciado como ganador en 1975, y el Ejército recibió el modelo original (el MQM-107A) hasta 1979. En las siguientes dos décadas, fueron introducidas varias variantes actualizadas del Streaker con diferentes motores y cargas útiles.
El MQM-107 está diseñado como un blanco aéreo no tripulado altamente subsónico, presentando una ligera flecha en las alas y un motor turborreactor montado en el eje longitudinal. El dron es lanzado desde el suelo con un acelerador cohete hasta que el motor a reacción se enciende. Puede ser recuperado por paracaídas y reutilizado.
El Streaker está diseñado para operar generalmente como un vehículo remolcador de blancos para misiles y cañones. El avión puede llevar tanto blancos remolcados de radar o infrarrojos para entrenamiento de misiles, así como un cartel cuadrado con firma radar aumentada para entrenamiento con cañón. También pueden ser llevados contenedores de bengalas y/o chaff.

## Historia operacional

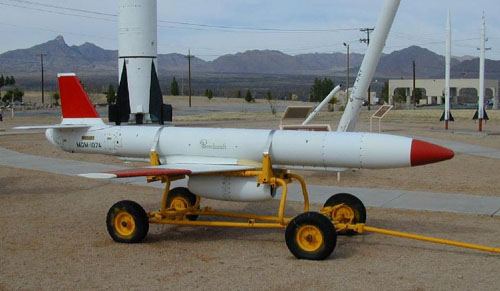
Beechcraft MQM-107A Streaker objetivo drone en el Museo White Sands Missile Range

La producción del MQM-107 finalizó en 2003, y el inventario actual está siendo retirado en favor de su reemplazo, el BQM-167 Skeeter.
En 2012, se informó que Corea del Norte había adquirido varios aviones MQM-107D de segunda mano de un país de Oriente Medio, y el año siguiente fue revelado un modelo de blanco aéreo no tripulado autóctono, que se cree que está basado en el Streaker.

## Variantes

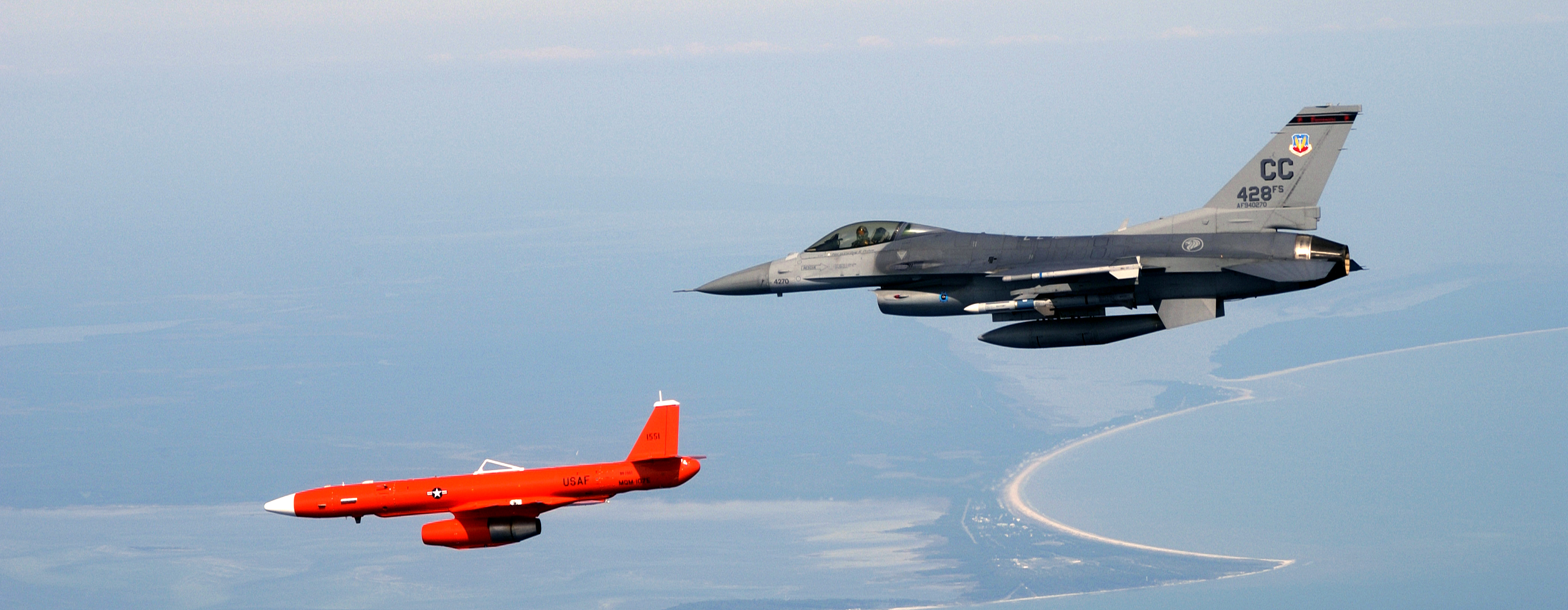
Un F-16 Fighting Falcon, volando en formación con un MQM-107E.

MQM-107A
Modelo original, propulsado por un turborreactor Teledyne CAE J402-CA-700. La versión de exportación de este modelo fue conocida como Model 999, con subvariantes A, D, E y F para los diferentes países.
MQM-107B
Esta variante fue introducida en 1982 con el más potente motor turborreactor Microturbo TRI 60-2, y presentaba un fuselaje más grande con mayor capacidad de carga. Este modelo fue exportado de nuevo bajo el nombre Model 999, esta vez con las versiones B, L o H.
MQM-107C
Esta variante esencialmente tomaba el fuselaje del MQM-107B y usaba el motor del modelo A. Este modelo fue construido para agotar el excedente de motores J402-CA-700.
MQM-107D
Esta variante fue introducida en 1987 con otro motor nuevo, el J402-CA-702. En 1989, el motor fue reemplazado por una nueva versión del motor TRI 60 de Microturbo, el TRI 60-5.
MQM-107E
Esta variante, volada por primera vez en 1992, fue un modelo más pesadamente rediseñado con ala y superficies de cola modificadas para obtener una mayor maniobrabilidad. Podía utilizar tanto el postrero motor Teledyne CAE J402, o el mismo motor TRI 60-5 usado en la variante D. El Mando de Aviación y Misiles del Ejército de los Estados Unidos seleccionó a BAE Systems para construir el modelo E en vez de a Raytheon (que había comprado esta parte de Beech en ese momento).
- Australia ha seleccionado al MQM-107E para reemplazar sus blancos aéreos no tripulados GAF Jindivik. Ha sido designado N28 Kalkara en esta tarea.[2]

Super-MQM
Esta variante fue una versión experimental del MQM-107D con empuje y capacidades de carga útil adicional mejoradas.
Raider
Beech propuso esta variante del MQM-107 en el Salón Internacional de la Aeronáutica y el Espacio de París-Le Bourget de 1985. Iba a ser un UAV táctico que utilizaba contramedidas activas y pasivas y otros dispositivos para confundir y distraer al enemigo en situaciones de combate.

## Operadores

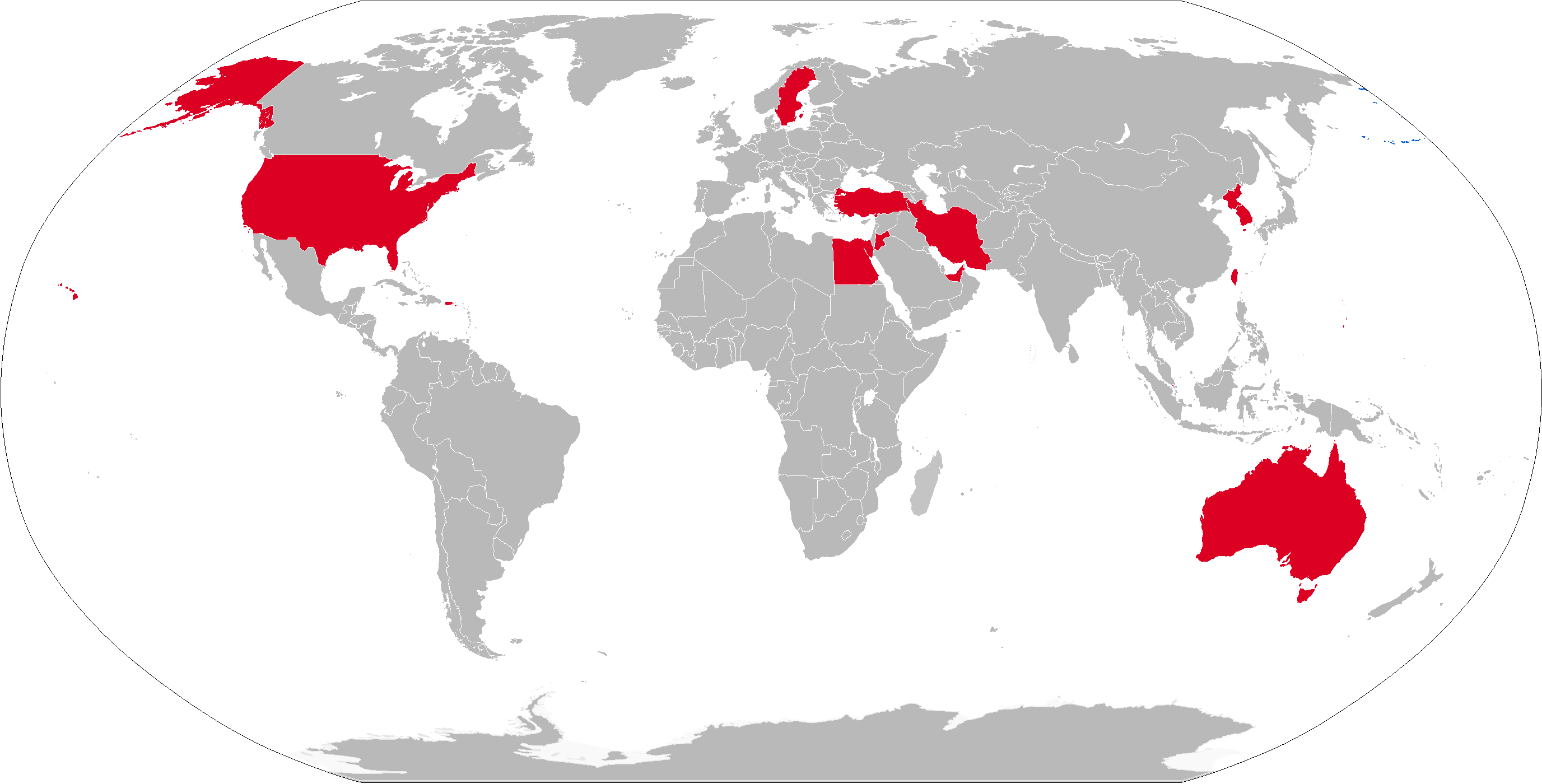
Mapa con anteriores operadores MQM-107 en rojo.

### Anteriores
Australia
- N28 Kalkara aka MQM-107E.

 Corea del Norte
- MQM-107D.[4]

 Corea del Sur
- Model 999D.

 Egipto
- Model 999H, Model 999L.

 Emiratos Árabes Unidos
- Model 999L.

 Estados Unidos
- Todas las variantes.

 Irán
- MQM-107A.

 Jordania
- MQM-107A.

 Singapur
 Suecia
- Model 999A.

 Taiwán
- Model 999F.

 Turquía
- Model 999L.

## Especificaciones (MQM-107B)
Referencia datos: USAF

### Características generales
- Longitud: 5,5 m (18 ft)
- Envergadura: 3 m (9,8 ft)
- Altura: 1,5 m (4,8 ft)
- Peso máximo al despegue: 664 kg (1463,5 lb)
- Planta motriz: 1× turborreactor Microturbo TRI 60.

### Rendimiento
- Velocidad nunca excedida (Vne): 925 km/h (575 MPH; 499 kt)
- Techo de vuelo: 12 192 m (40 000 ft)

## Aeronaves relacionadas

### Aeronaves similares
- Northrop BQM-74 Chukar

### Secuencias de designación
- Secuencia M-_ (Misiles y drones estadounidenses, 1962-presente): ← MIM-104 - MQM-105 - BQM-106 - MQM-107 - BQM-108 - BGM-109/AGM-109/RGM-109/UGM-109 - BGM-110 →
- Secuencia A_ (Aeronaves de la RAAF (Serie Tres, Serie Conjunta, 1964-presente)): ← A25 Black Hawk - A26 Falcon 900 - A27 Hawk - N28 Kalkara - N29 Seasprite - A30 Wedgetail - A32 B200 y B300 King Air →